# Henri-Louis-Stanislas Mortier de Fontaine
Henri-Louis-Stanislas Mortier de Fontaine   (Vyshnivets, 13 de maig de 1816 - Londres, 10 de maig de 1883) va ser un pianista polonès.
Mortier de Fontaine va ser un company d'estudi de Frédéric Chopin a Varsòvia, entrenat com a pianista i ràpidament va adquirir una tècnica desenvolupada inusualment. Va actuar a diverses ciutats i va estar sota alguns com a pianista de concerts i educador de música a Sant Petersburg. Més tard va estar treballant a Múnic, París i Londres; A tot arreu, va despertar l'aparició del seu toc de piano i de la seva personalitat separada. Va ser un dels primers en afavorir públicament l'última sonata de piano de Beethoven, així com música de piano més antiga com la de Bach i Handel.